# Bengt Gerdin
Bengt Gerdin, född 1947, är en svensk läkare, medicinsk forskare och professor emeritus.
Gerdin disputerade 1979 vid Uppsala universitet och blev 1994 professor i intensiv- och brännskadevård vid detta universitet.

## Granskning av Paolo Macchiarini
Gerdin utförde våren 2015 en extern granskning av Paolo Macchiarinis transplantationsverksamhet vid Karolinska Institutet och kom fram till att denne gjort sig skyldig till omfattande oredlighet i forskning. Karolinska Institutets rektor Anders Hamsten valde dock att fria Macchiarini., vilket både Gerdin och andra kritiserade.